# Patricio Ostachuk
Javier Patricio Ostachuk (Oberá, 5 maggio 2000) è un calciatore argentino, difensore del Tristán Suárez in prestito dall'Independiente.

## Caratteristiche tecniche
È un difensore centrale.

## Carriera
Cresciuto nel settore giovanile dell'Independiente, debutta in prima squadra il 6 dicembre 2020 in occasione dell'incontro di Copa Diego Armando Maradona vinto 1-0 contro il Defensa y Justicia.

## Statistiche

### Presenze e reti nei club
Statistiche aggiornate al 5 maggio 2021.
| Stagione        | Squadra         | Campionato      | Campionato | Campionato | Coppe nazionali | Coppe nazionali | Coppe nazionali | Coppe continentali | Coppe continentali | Coppe continentali | Altre coppe | Altre coppe | Altre coppe | Totale | Totale |
| Stagione        | Squadra         | Comp            | Pres       | Reti       | Comp            | Pres            | Reti            | Comp               | Pres               | Reti               | Comp        | Pres        | Reti        | Pres   | Reti   |
| --------------- | --------------- | --------------- | ---------- | ---------- | --------------- | --------------- | --------------- | ------------------ | ------------------ | ------------------ | ----------- | ----------- | ----------- | ------ | ------ |
| 2020            | Independiente   |                 | -          | -          | CdL             | 2               | 0               | CS                 | 0                  | 0                  |             | -           | -           | 2      | 0      |
| 2021            | Independiente   |                 | -          | -          | CdL             | 1               | 0               | CS                 | 3                  | 0                  |             | -           | -           | 4      | 0      |
| Totale carriera | Totale carriera | Totale carriera | 0          | 0          |                 | 3               | 0               |                    | 3                  | 0                  |             | -           | -           | 6      | 0      |